# Вісник державної служби України
«Вісник державної служби України» — наукове видання для державних службовців України.
Журнал заснований 1995 року, засновник — Головне управління державної служби України. Періодичність виходу журналу — 4 числа на рік. Журнал видається українською мовою, двоколірним друком, його об'єм 96-112 сторінок.
Постановою Президії ВАК України (1999 р.) журнал було включено до Переліку № 2 наукових фахових видань України в галузі науки «державне управління».
«Вісник державної служби України» випускає видавництво ВБ «Фактор». Його можна передплатити в усіх відділеннях поштового зв'язку.